# Resuttano
Resuttano (Resuttanu in siciliano) è un comune italiano di 1 692 abitanti del libero consorzio comunale di Caltanissetta in Sicilia.
Confina con i comuni di Alimena, Blufi, Bompietro, Petralia Sottana e Santa Caterina Villarmosa.

## Geografia fisica
Resuttano è un'exclave nissena nella città metropolitana di Palermo, a cui appartiene una sola frazione geografica unita alla provincia di Caltanissetta, nella zona settentrionale della provincia. Essa sorge in  una zona collinare, a 600 metri sul livello del mare, ad ovest del fiume Salso (Imera Meridionale).
Dista 106 km da Agrigento, 34 km da Caltanissetta e 53 km da Enna.

## Origini del nome
Il toponimo sembra derivare dal Rahàl-Suptanum, la fattoria fortificata posta a valle dell'attuale centro abitato, lungo il fiume Imera, i cui ruderi vengono identificati come l'attuale Castello di Resuttano.

## Storia
Nel XIV secolo appartenne alla famiglia dei Ventimiglia, nel 1625 a Giovanbattista Romano Colonna e Ventimiglia Maniaci, infine a Giuseppe di Napoli, duca di Campobello e signore di Alessandria della Rocca che acquistò, per conto del figlio Gerolamo, la baronia di Resuttano. Fu così che, il 7 giugno 1627, nacque l'insediamento resuttanese. La popolazione, di origine madonita, si insediò inizialmente attorno alla fattoria Di Napoli. Nel 13 febbraio 1628, nacque la prima chiesa, benedetta da don Paulo Calabria.

La massa di coloni viveva di stenti. Le risorse erano esclusivamente agricole e artigianali. In tali condizioni le carestie erano frequenti, le condizioni igieniche disastrose a tutti i livelli, ogni trent'anni si ripresentava invariabilmente la peste. Al 1650 il paese contava 404 abitanti divisi in 115 famiglie.
Solo nel 1812 terminò il feudalesimo, la nobiltà scomparve, i grossi patrimoni si disfecero rapidamente a favore della piccola nobiltà di provincia e ancor di più a favore dei vecchi gabellotti. Nel 1818 entrò a far parte della provincia di Caltanissetta.

### Simboli
Lo stemma e il gonfalone del comune di Resuttano sono stati concessi con decreto del presidente della Repubblica del 26 settembre 1972.
Il gonfalone è un drappo partito di giallo e di azzurro.

## Monumenti e luoghi d'interesse
- Castello di Resuttano
- Chiesa Madre, eretta nel XVIII secolo, dedicata all'Immacolata Concezione. Sita in piazza Roosevelt, presenta una facciata semplice, con ai lati due torri campanarie, e al centro una finestra sorretta da due colonnine di stile ionico.
- Chiesa delle Anime Sante
- Chiesa di San Paolo Apostolo, in cui è custodita la statua della Madonna Addolorata, molto venerata dai resuttanesi, la cui festa viene celebrata il 15 settembre.

## Società

### Evoluzione demografica
Abitanti censiti

## Cultura
Il padre dello scrittore Piero Chiara era nato a Resuttano e trasferitosi a Luino per fare il doganiere.

### Eventi
- Festa di San Giuseppe, 19 marzo, protettore di Resuttano.
- Festa del S.S. Crocifisso, 4 maggio, patrono di Resuttano.
- Festa di Maria Santissima Addolorata, 15 settembre
- Radio Comunità Nuova Festival, settembre
- Presepe Vivente, 26 dicembre, 1 e 6 gennaio, tradizionalmente giornata della ricuttata.

## Economia
L'agricoltura privilegia la coltivazione di grano, olive e mandorle, che vengono esposti nella fiera agricola che si tiene ogni anno a settembre. Presente è l'allevamento di ovini e bovini.

## Amministrazione
Di seguito è presentata una tabella relativa alle amministrazioni che si sono succedute in questo comune.
| Periodo          | Periodo          | Primo cittadino          | Partito                                                        | Carica          | Note  |
| ---------------- | ---------------- | ------------------------ | -------------------------------------------------------------- | --------------- | ----- |
| 4 giugno 1985    | 23 maggio 1990   | Rosario Eugenio Cusumano | Partito Comunista Italiano                                     | Sindaco         | [ 7 ] |
| 23 maggio 1990   | 22 luglio 1993   | Rosario Eugenio Cusumano | Partito Comunista Italiano, Partito Democratico della Sinistra | Sindaco         | [ 7 ] |
| 22 novembre 1993 | 1º dicembre 1997 | Giuseppe Bellina         | -                                                              | Sindaco         | [ 7 ] |
| 1º dicembre 1997 | 28 maggio 2002   | Giuseppe Bellina         | lista civica                                                   | Sindaco         | [ 7 ] |
| 5 agosto 1999    | 28 maggio 2002   | Silvio Cuffaro           |                                                                | Comm. regionale | [ 7 ] |
| 28 maggio 2002   | 15 maggio 2007   | Salvatore Mazzarisi      | lista civica                                                   | Sindaco         | [ 7 ] |
| 15 maggio 2007   | 9 maggio 2012    | Salvatore Mazzarisi      | lista civica                                                   | Sindaco         | [ 7 ] |
| 9 maggio 2012    | 12 giugno 2017   | Rosario Carapezza        | lista civica                                                   | Sindaco         | [ 7 ] |
| 12 giugno 2017   | 12 giugno 2022   | Rosario Carapezza        | lista civica                                                   | Sindaco         | [ 7 ] |
| 12 giugno 2022   | in carica        | Rosario Carapezza        | lista civica                                                   | Sindaco         | [ 7 ] |